# پایگاه آب‌نشین کیتوی
پایگاه آب‌نشین کیتوی (به انگلیسی: Kitoi Bay Seaplane Base) یک فرودگاه همگانی بهره‌برداری هوایی با کد یاتا KKB است که یک باند فرود آب دارد و طول باند آن ۱۲۱۹ متر است. این فرودگاه در کشور ایالات متحده آمریکا قرار دارد و در ارتفاع ۰ متری از سطح دریا واقع شده‌است.